# Mamaia
Mamaia is een badplaats in Roemenië en ligt ten noorden van Constanța, de belangrijkste havenstad van Roemenië. Mamaia ligt op een strook land van 7 km in de lengte en 300 m in de breedte. De plaats is te vergelijken met een badplaats als Benidorm (Spanje).
De burgemeester van Constanța, Radu Mazare liet er om het imago te verbeteren onder meer palmbomen planten.
Aan het begin van de Tweede Golfoorlog was het dichtbijgelegen vliegveld (Mihail Kogalniceanu Airport), een tijdelijke Amerikaanse basis. De militairen werden in de diverse hotels ondergebracht.
Langs de boulevard zijn veel winkeltjes en terrasjes. 's Avonds kan ook een bezoek aan een discotheek enig vertier brengen. Per minibusje is Mamaia gemakkelijk vanuit Constanța te bereiken.
Andere badplaatsen in Roemenië liggen ten zuiden van Constanța. Neptun, Saturn, Olimp, Mangalia en Vama Veche op de grens met Bulgarije.

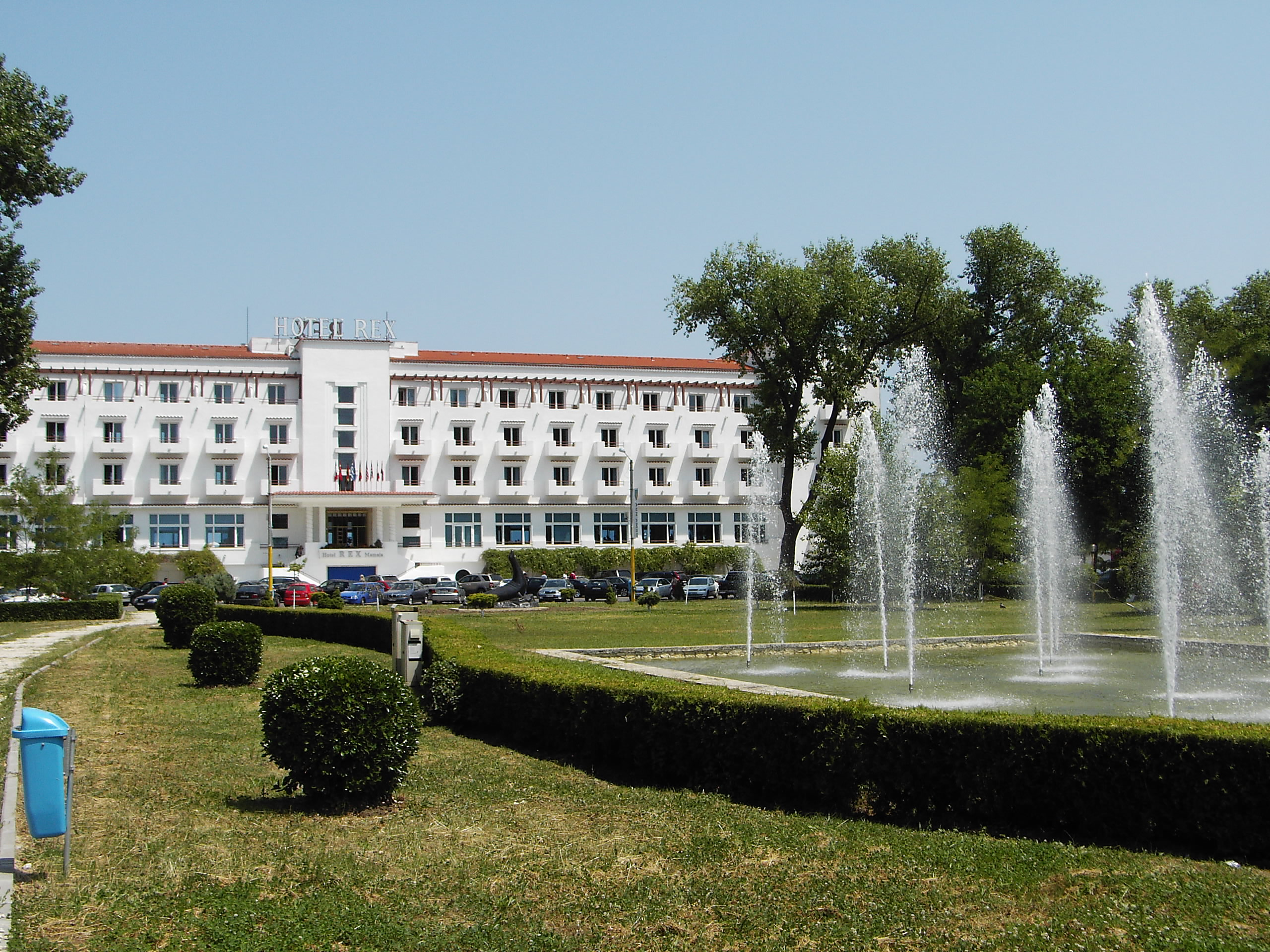
Hotel in Mamaia
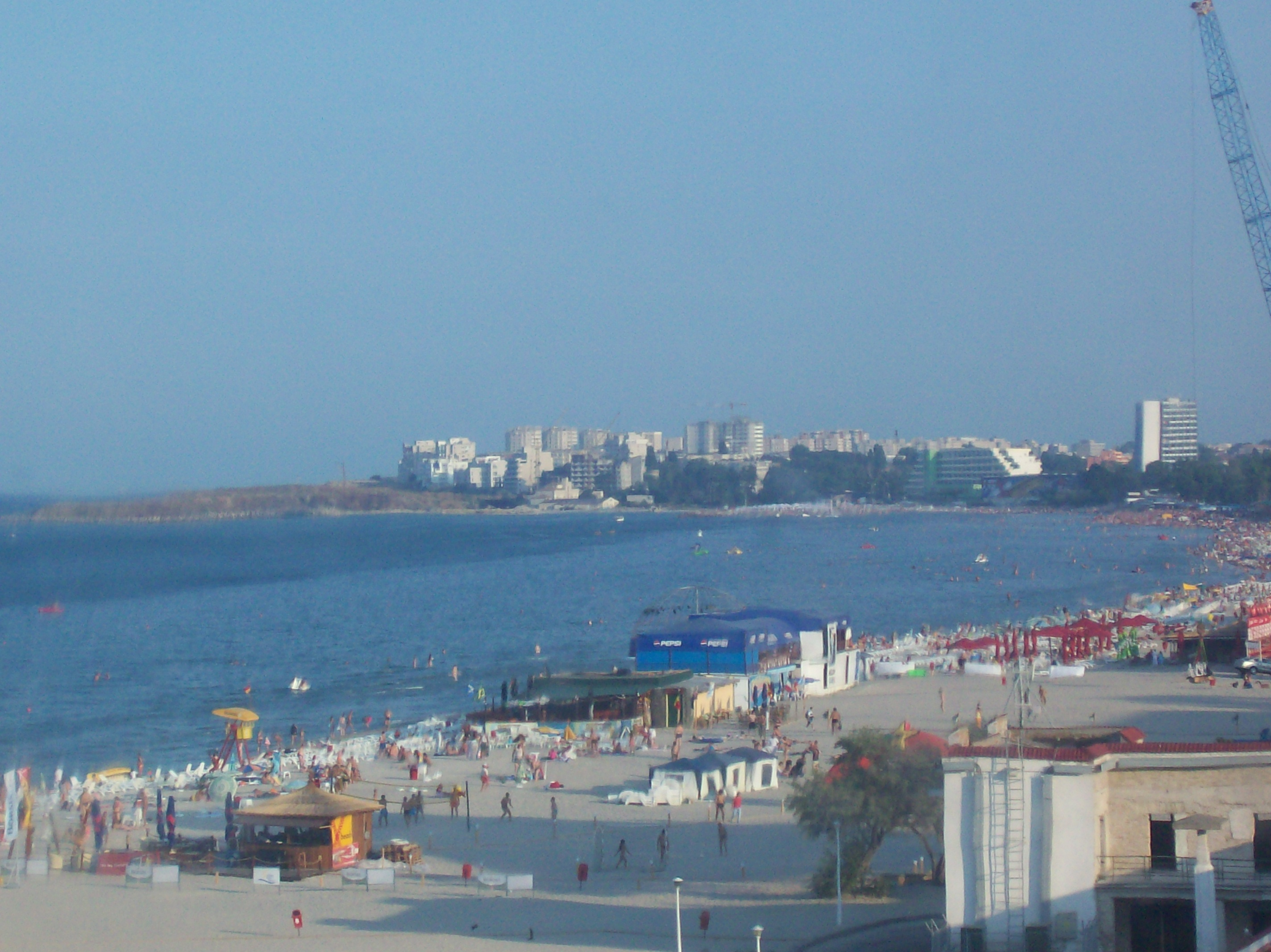
Strand
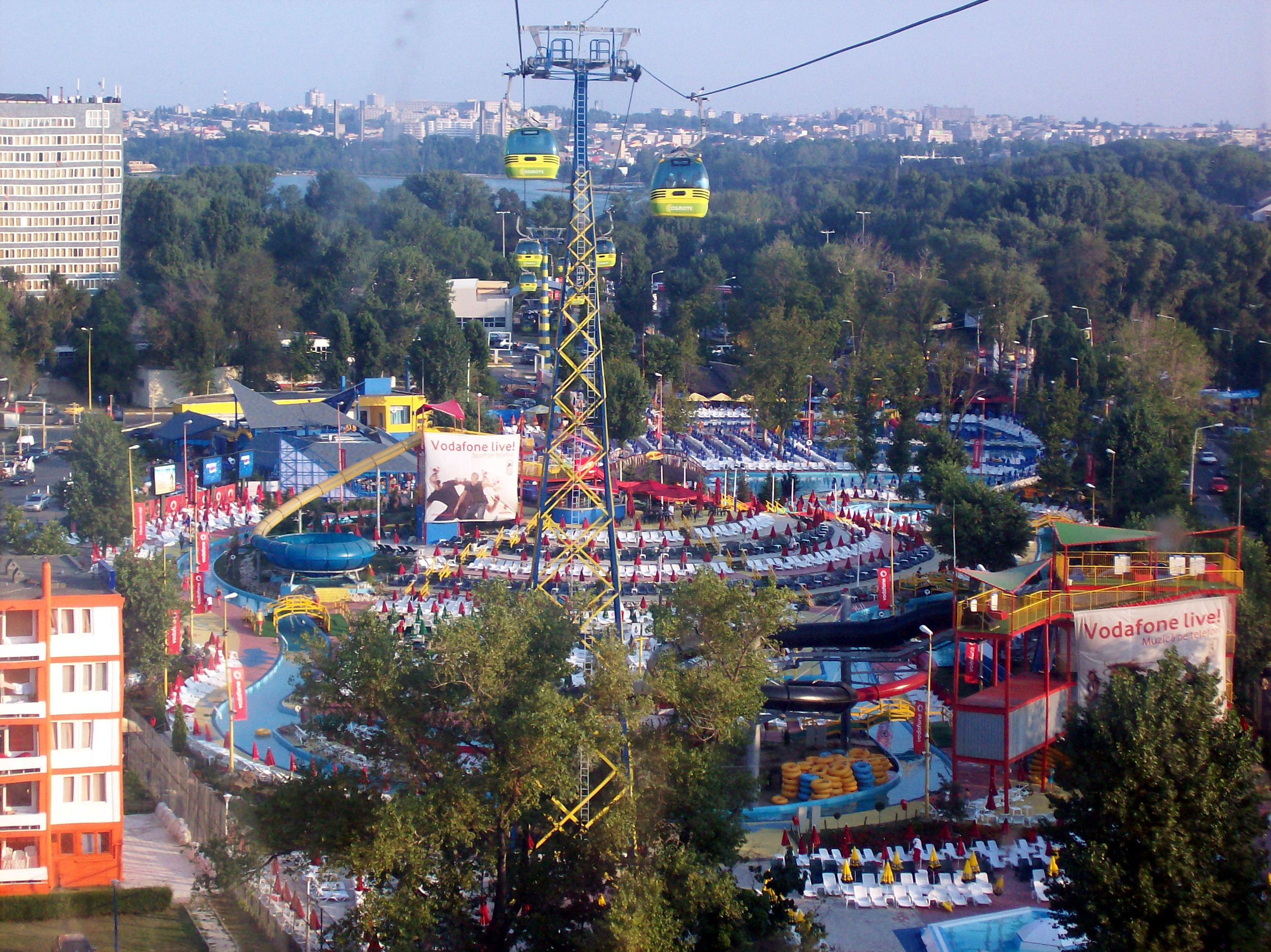
Aqua Magic vanuit de Telegondola

## Geografie
- Mamaia ligt in de provincie Constanța
- de Roemeense badplaats Mamaia ligt 2 km ten noorden van Constanța
- aan de Zwarte Zee (Roemeens: Marea Neagra)
- ligt op 224,5 kilometer afstand van Boekarest af, via de weg
- ligt in een rechte lijn, op 201 kilometer van de Roemeense hoofdstad Boekarest
- ligt, per weg, op 62 kilometer afstand, van de Bulgaarse grens bij Vama Veche